# 大野村 (茨城県北相馬郡)
大野村（おおのむら）は、1889年（明治22年）4月1日から1955年（昭和30年）3月1日まで存在した茨城県北相馬郡の村。現在の茨城県守谷市西部に当たる地域。

## 地理
茨城県北相馬郡西部にあった村。地域の西端を流れる鬼怒川、南端を流れる利根川沿いを除いて常総台地上に位置した村である。
現在の地名では大柏、野木崎、松ケ丘及び緑の一部に相当する。

### 地域
- 大字大柏
  - （字）天神、庄内、前坪、仲坪ほか
- 大字野木崎
  - （字）上坪、新山、下川岸、辺田前、向崎、角釜ほか

## 歴史

### 村名の由来
大柏村の頭文字「大」と、野木崎村の頭文字「野」を取って大野村とした。

### 沿革・年表
- 1873年（明治6年）6月15日 - 廃藩置県により、相馬郡が千葉県所属となる。
- 1875年（明治8年）5月7日 - 相馬郡のうち、利根川以北が茨城県に移管。
- 1878年（明治11年）7月22日 - 郡区町村編制法が施行され、相馬郡が2つに分割され、北相馬郡が成立する。
- 1889年（明治22年） 4月1日 - 北相馬郡大柏村、野木崎村が合併し、北相馬郡大野村となる。
- 1900年（明治33年） - 蒸気船｢通運丸｣運行開始。
- 1955年（昭和30年） 3月1日 - 守谷町、高野村、大井沢村と合併し、守谷町となり、消滅する。

## 地域の変遷

### 市町村域
| 明治11年7月21日以前 | 明治11年7月22日 - 明治22年3月31日 | 明治22年4月1日 - 昭和30年2月28日 | 昭和30年3月1日 - 平成14年2月2日 | 現在   |
| ------------------- | --------------------------------- | -------------------------------- | ------------------------------- | ------ |
| 相馬郡大柏村        | 北相馬郡大柏村                    | 北相馬郡大野村                   | 北相馬郡守谷町                  | 守谷市 |
| 相馬郡野木崎村      | 北相馬郡野木崎村                  | 北相馬郡大野村                   | 北相馬郡守谷町                  | 守谷市 |

## 交通
大野村には鉄道駅は存在しなかったが、隣町の守谷町に常総鉄道（後の常総筑波鉄道、現在の関東鉄道常総線）が通り、守谷駅を利用することができた。また、1900年（明治33年）より、常総鉄道が開通する1913年（大正2年）までは鬼怒川、利根川、江戸川流域より東京市を結ぶ蒸気船｢通運丸｣を利用することができた。

## 施設
- 大野村大野小学校